# 沼田一夫
沼田 一夫（ぬまた かずお、1908年〈明治41年〉6月30日 - 1965年〈昭和40年〉11月22日）は、福島県内郷市（現・いわき市）長。

## 来歴
青森県弘前市出身。福島県立磐城中学校（現・福島県立磐城高等学校）、旧制第二高等学校を経て、東北帝国大学を卒業する。卒業後は満州国に渡り、大同学院に入り、満州国の官吏となる。1943年、上海の満州国総領事館領事となる。終戦後は日本に引揚げ、経済安定本部に入り、同嘱託から経済査察官となった。1951年、福島県内郷町の町長選挙に立候補し、当選する。1954年、内郷町の市制施行により、市長となる。1955年の市長選挙で再選。1959年と1963年の市長選挙で連続当選した。市長在任中の1965年に死去した。